# Manfred Plath
Manfred Plath (* 12. Dezember 1961 in Kaiserslautern) ist ein ehemaliger deutscher Fußballspieler und -trainer.

## Laufbahn
Als Kind begann Manfred Plath 1968 beim TuS Erfenbach mit dem Fußballspielen im Verein. 1979, als A-Jugendlicher, ging er zum 1. FC Kaiserslautern. Ab Sommer 1980 kam er für die Amateure des FCK in der Oberliga Südwest, trainiert von Ex-Torwart Sepp Stabel, zum Einsatz. Zur Saison 1982/83 wurde der 1,83 m große Abwehrspieler Profi. Sein Bundesligadebüt gab er bereits am 6. März 1982, als er beim 2:1-Sieg gegen Bayern München in der 90. Spielminute von Trainer „Kalli“ Feldkamp eingewechselt wurde. Bis 1984 absolvierte Plath 19 Spiele für den 1. FC Kaiserslautern in der Fußball-Bundesliga, 13 davon in der Spielzeit 1982/83 unter den Trainern Rudi Kröner und Ernst Diehl.
Ab 1984 war er beim Südwest-Oberligisten FSV Salmrohr aktiv. 1986 stieg er mit Salmrohr in die 2. Bundesliga auf und kam in der darauffolgenden Saison 1986/87 bei 33 Spielen zum Einsatz, wobei er ein Tor erzielte. Nach dem direkten Wiederabstieg spielte Plath bis 1993 wieder in der Oberliga für Salmrohr. Von 1993 bis 2005 war er (Spieler-)trainer des Amateurvereins SV Mackenbach, den er von der B-Klasse in die Landesliga führte. Als Spieler des SVM stand er 320 Mal auf dem Platz (ca. 40 Tore).
Neben 19 Bundesliga- und 33 Zweitligaspielen (ein Tor) absolvierte er 314 Oberligaspiele (48 Tore). 1983 bestritt er unter Trainer Berti Vogts drei Spiele für die deutsche U-21 Nationalmannschaft.
Als Spieler des Fußballverbands Rheinland wurde Plath Länderpokalsieger; mit dem FSV Salmrohr wurde er 1990 Deutscher Amateurmeister.
Heute (2010) spielt Plath für die AH-Mannschaft des SV Mackenbach und für die Traditionself des 1. FC Kaiserslautern.

### Statistik
| Liga             | Spiele (Tore) |
| ---------------- | ------------- |
| Bundesliga       | 019 0(0)      |
| 2. Bundesliga    | 033 0(1)      |
| Oberliga Südwest | 314 (48)      |
| Wettbewerb       |               |
| DFB-Pokal        | 009 0(1)      |